# 롤링컬쳐원의 음반
이 문서는 롤링컬쳐원에서 발매한 음반 목록이다.

## 2010년대
- 2012년 5월 10일 브로큰 발렌타인 - Shade
- 2013년 1월 18일 브로큰 발렌타인 - [Digital Single] Ride
- 2013년 6월 4일 브로큰 발렌타인 - 알루미늄 (Aluminium)
- 2013년 6월 26일 브로큰 발렌타인 - [Digital Single] 밴드의 시대 Part.4
- 2014년 7월 16일 피콕 - Apprivoiser (아프리브아제)
- 2015년 2월 23일 피콕 - [Digital Single] 사직공원
- 2015년 3월 26일 일락 - [Digital Single] 개미의 꿈
- 2015년 5월 7일 피콕 - [Digital Single] 꿈만 같아서
- 2015년 6월 24일 브로큰 발렌타인 - [Digital Single] In My Claw (수신학원 아르피엘 카일 테마송)
- 2015년 7월 21일 일락 - [Digital Single] 어차피 너네 오래 못가
- 2015년 8월 26일 피콕 - [Digital Single] 갑니다
- 2016년 1월 8일 피콕 - [Digital Single] 텅빈 거리에서
- 2016년 3월 14일 피콕 - [Digital Single] 니가 여자로 보여
- 2016년 4월 1일 일락 - [Digital Single] 여보나야
- 2016년 8월 12일 피콕 - [Digital Single] 구름 속 산책
- 2016년 8월 25일 일락 - [Digital Single] 그냥 너
- 2016년 11월 9일 일락 - [Digital Single] Tandem Riding[1]
- 2017년 1월 13일 브로큰 발렌타인 - Project.Nabla
- 2017년 2월 20일 오추프로젝트 - [Digital Single] 좋은 일
- 2017년 4월 13일 오추프로젝트 - [Digital Single] 내가 더 좋아해
- 2017년 5월 24일 마르멜로 - [Digital Single] Puppet
- 2017년 10월 22일 마르멜로 - [Digital Single] Can`t Stop
- 2017년 11월 2일 오추프로젝트 - 에펠탑 효과
- 2017년 12월 8일 마르멜로 - [Digital Single] Can`t Stop 평창
- 2018년 3월 9일 마르멜로 - Wake Me Up
- 2018년 3월 21일 조문근 - 역류 OST Part.14[2]
- 2018년 5월 10일 조문근 - 인형의 집 OST Part.10
- 2018년 5월 28일 마르멜로 - [Digital Single] 2018 축구국가대표팀 응원앨범 `We, the Reds`[3]
- 2018년 7월 20일 조문근 - 내일도 맑음 OST Part.11
- 2018년 9월 16일 조문근 - 끝까지 사랑 OST Part.14
- 2019년 1월 17일 조문근밴드 - This Is Paradise
- 2019년 2월 22일 조문근 - 막돼먹은 영애씨 시즌 17 OST Part.4
- 2019년 5월 24일 조문근 - 여름아 부탁해 OST Part.4
- 2019년 5월 30일 락킷걸 - 고양아

## 2020년대
- 2020년 2월 19일 D.COY - [Digital Single] Color Magic
- 2020년 7월 21일 D.COY - [Digital Single] GO AWAY
- 2020년 8월 15일 락킷걸 - [Digital Single] 바다야
- 2020년 9월 3일 조문근밴드 - [Digital Single] 푸른밤 제주도
- 2020년 9월 19일 락킷걸 - [Digital Single] 이루어져라
- 2020년 11월 14일 조문근밴드 - [Digital Single] 너를 기다려
- 2020년 11월 15일 D.COY - 연애의 참견 시즌3 OST Part.25
- 2021년 1월 11일 조문근 - [Digital Single] 원샷
- 2021년 3월 29일 프루던스 - [Digital Single] Drive My Car
- 2021년 5월 29일 락킷걸 - [Digital Single] Everybody Go
- 2021년 6월 26일 락킷걸 - [Digital Single] My Love
- 2021년 7월 28일 락킷걸 - [Digital Single] 양양 파도타기 좋은 날
- 2021년 8월 3일 프루던스 - While You Are Young
- 2021년 11월 6일 프루던스 - [Digital Single] Rain Rain
- 2022년 6월 28일 프루던스 - [Digital Single] Roller-Skate
- 2022년 6월 29일 조문근 - 춘정지란 OST Part.13
- 2022년 7월 31일 조문근 - 으라차차 내 인생 OST Part.30
- 2022년 11월 10일 조문근 - 내 눈에 콩깍지 OST Part.6
- 2023년 1월 9일 락킷걸 - [Digital Single] Resistance
- 2023년 1월 15일 조문근 - 바이트미 OST Part.23
- 2023년 1월 21일 조문근 - 커피여우 김삼월 OST Part.21
- 2023년 2월 10일 락킷걸 - [Digital Single] Crazy Love
- 2023년 3월 8일 조문근 - 태풍의 신부 OST Part.37
- 2023년 12월 20일 조문근 - 베이비 드래곤 OST Part.17
- 2024년 3월 24일 조문근 - 가짜 공녀님의 만렙 토끼 OST Part.29
- 2024년 5월 3일 프루던스 - [Digital Single] Overdrive
- 2024년 5월 30일 조문근 - 피도 눈물도 없이 OST Part.20